# Spin-Strom
Als Spinstrom wird ein Strom von Spins bezeichnet, analog zum elektrischen Strom, der ein Strom elektrischer Ladungen ist.
Elementarteilchen, zum Beispiel Elektronen, haben bestimmte Eigenschaften, die sich aus den vier grundlegenden Wechselwirkungen der Physik ergeben. Diese sind prinzipiell gequantelt. Neben der Ladung ist auch der Spin eine solche Teilchen-Eigenschaft.
Spin-Ströme können also auftreten, wenn sich Teilchen mit Spin ungleich Null bewegen. Beim elektrischen Strom tritt üblicherweise nur Ladungstransport auf, da sich die mitgeführten Spins statistisch wegmitteln. Durch bevorzugte Anregung einer Spin-Ausrichtung oder Magnetfelder kann jedoch eine Asymmetrie der Spin-Verteilung auftreten. Dann ergibt sich beim Strom von Teilchen auch ein effektiver Spin-Strom.
Spin-Ströme können sowohl zusammen mit Ladungsströmen auftreten als auch als reine Spinströme. In diesem Fall heben sich die transportierten elektrischen Ladungen statisch weg, nicht aber die Spins. Spin-Ströme lassen sich beispielsweise durch den Spin-Hall-Effekt erzeugen. Von der Erforschung der Spinströme erhofft sich die Physik Fortschritte bei der Entwicklung eines Spin-Transistors und auch für die Idee des Quantencomputers.